# Apatophysis montana
Apatophysis montana là một loài bọ cánh cứng trong họ Cerambycidae.